# Syncope antenori
Syncope antenori és una espècie de granota que viu al Perú, Equador i, possiblement també, al Brasil.
Està amenaçada d'extinció per la pèrdua del seu hàbitat natural.